# STEN
STEN — британский пистолет-пулемёт, созданный в 1941 году. Являлся наиболее массовым пистолетом-пулемётом армии Великобритании и её доминионов в ходе Второй мировой войны. Находился на вооружении английской армии до начала 1960-х годов.
Акроним STEN создан по именам его главных разработчиков: майора Реджинальда Шепарда (англ. Reginald Shepherd) и Гарольда Терпина (англ. Harold Turpin), EN означает Enfield.

## История создания
После эвакуации экспедиционного корпуса из Дюнкерка, английская армия испытывала значительный дефицит оружия. В связи с нехваткой оружия, в ряде случаев формируемые пехотные подразделения проходили обучение с деревянными макетами вместо винтовок. Находившийся в производстве английский пистолет-пулемёт «Ланчестер» и получаемые из США американские пистолет-пулемёты Томпсона не позволяли обеспечить потребности войск в автоматическом оружии.
В августе 1940 года было решено изготовить 50000 единиц копий немецкого MP-28/II для удовлетворения неотложных потребностей. В результате внесения незначительных модификаций в MP-28/II был создан Lanchester Mk.1. Как и прототип, «Ланчестер» имел автоматику с использованием энергии отдачи свободного затвора и переводчик в спусковом механизме, допускавший ведение автоматического огня и стрельбу одиночными выстрелами.
Особого успеха «Ланчестер» не имел и выпуск его ограничился сравнительно небольшой серией, — разработанная по довоенным стандартам конструкция была весьма непрактична для производства в военное время. Тем не менее, он оказал очень большое влияние на дальнейшее развитие английской «школы» проектирования данного вида оружия. Существенным недостатком этого оружия были большие затраты труда, использования станочной обработки и дорогих материалов.
В этих условиях в 1941 году конструктору Королевского завода стрелкового оружия Гарольду Терпину и директору оружейной компании «Birmingham Small Arms Company», майору Реджинальду Шепарду было поручено создать максимально простое, дешёвое и технологичное оружие, массовое производство которого могло быть налажено на неспециализированных предприятиях в условиях военного времени. STEN по сути представлял собой до предела упрощённый вариант немецкого МР28, изготовлявшийся из трубчатых заготовок и штампованных деталей, — только ствол и затвор требовали сравнительно сложной станочной обработки. Некоторые партии STEN’ов, — всего порядка 80 тысяч экземпляров, — даже имели литые затворы из алюминиевой бронзы. Имея только две движущиеся части в УСМ, этот механизм должен идеально подходить для недорогих пистолетов-пулемётов для уличных боев. Разработанный на его основе «автоматический карабин для уличных боев» было по силам производить неквалифицированным рабочим. Себестоимость изготовления одного пистолет-пулемёта STEN первых модификаций не превышала 2,5 фунта (5,2 доллара США). Первый опытный образец пистолета-пулемёта был создан в течение 30 дней.
После демонстрации первого прототипа, 1 февраля 1941 британская армия заказала 100 тысяч единиц нового оружия. В начале 1941 г. было изготовлено ещё два прототипа, T40 (1) и T40 (2). После испытаний на надёжность новое оружие было названо в официальном докладе Генерального штаба «одной из лучших разработок стрелкового оружия в Великобритании за последнее время». Низкая стоимость производства, 5 STEN’ов вместо одного Lanchester, или 15 STEN’ов вместо одного Thompson, сделали новый пистолет-пулемёт ещё более привлекательным для обременённой военными расходами британской казны.
Производство пистолетов-пулемётов STEN началось на «Королевской оружейной фабрике» в Энфилде с выпуска опытной партии в количестве 46 экземпляров, на основе которых уточнялись чертежи, производственные процессы и технологический порядок обработки на станках.
В период с сентября 1941 года до 1953 года было выпущено около 3,8 млн STEN различных модификаций и более 34 млн магазинов к ним, не считая лицензионных и нелицензионных копий, которые выпускались едва ли не по всему миру, что делает его, наряду с советскими и немецкими ПП, одним из наиболее массовых образцов оружия этого класса. Таким образом, именно сочетание низкой себестоимости, обусловленной примитивностью конструкции и высокой технологичностью, которая открывала возможности для крупносерийного выпуска, с приемлемыми боевыми качествами, в первую очередь проявлявшимися в ближнем бою и обусловленными высокой скорострельностью, и сделало пистолет-пулемёт STEN одним из основных видов оружия английской армии периода Второй мировой войны. В середине 1950-х пистолеты-пулемёты STEN в вооружённых силах Великобритании и Австралии получили новую маркировку. Mk II стал L50, Mk III — L51, а Mk V — L52.

## Конструкция
STEN был удобен для производства, поскольку имел всего 47 деталей и легко разбирался в полевых условиях. В ходе войны он все время совершенствовался. Автоматика работает за счет использования отдачи свободного затвора, стрельба ведётся с заднего шептала. Запирание канала ствола осуществляется массой затвора, подпружиненного возвратно-боевой пружиной. Роль предохранителя выполняет Г-образный вырез справа на ствольной коробке, в который вводится рукоять затвора. Ударный механизм — ударникового типа, работает от возвратной пружины. Роль ударника выполняет сам затвор, в котором закреплен боек. Спусковой механизм комбинированный, оснащённый переводчиком и разобщителем, обеспечивает ведение как одиночной, так и непрерывной стрельбы.
Питание пистолета-пулемёта осуществляется из прямого коробчатого магазина на 32 патрона, расположенных в два ряда в шахматном порядке. Магазин примыкается слева от ствольной коробки.
Переключатель типа огня перед спусковой скобой. Прицел упрощенный, в виде неподвижных мушки и щитка с диоптром. Оружие пристреливалось на расстояние 100 ярдов (91 м). Возможно использование глушителя.

## Достоинства и недостатки
- Дешевизна производства, простая и технологичная конструкция[4].

В ходе эксплуатации были выявлены следующие недостатки:
- Пистолет-пулемёт был плохо сбалансирован, в сочетании с неудобным прикладом и примитивными прицельными приспособлениями это обеспечивало невысокую меткость стрельбы[4].
- В связи с тем, что при изготовлении деталей оружия использовали дешевые низкокачественные материалы, при снаряжении в 32-зарядный магазин более 30 патронов имели место задержки при стрельбе[1].
- Пистолеты-пулемёты STEN производства военного времени отличались предельно упрощённой, грубой обработкой деталей, детали изготавливали децентрализованно и с большими допусками[3], что снижало надёжность оружия[6]: 32-зарядный магазин
  - в ходе операции «Антропоид» при ликвидации Рейнхарда Гейдриха у Йозефа Габчика, вооружённого STEN, заклинило затвор;
  - у пистолетов-пулемётов первых модификаций (и особенно Mk.II) при интенсивной стрельбе быстро перегревался ствол[3].
- STEN был малопригоден для рукопашной схватки, у пистолетов-пулемётов первых модификаций в рукопашной схватке нередко гнулся приклад, в связи с этим у STEN Mk.III прочность приклада была увеличена[3].

Недостатки STEN были частично исправлены в позднейших модификациях, особенно в Mk. V.
|              | Общая длина, мм | Длина ствола, мм | Macca, кг | Плечевой упор                                       | патронов |
| ------------ | --------------- | ---------------- | --------- | --------------------------------------------------- | -------- |
| STEN Mk. I   | 762             | 198              | 3,27      | Деревянный                                          | 32       |
| STEN Mk. II  | ?               | ?                | 2,95      | сварной металлический по форме деревянного приклада | 32       |
| STEN Mk. III | 762             | 196              | 3,18      | Т-образный плечевой упор                            | 32       |
| STEN Mk. IV  | ?               | ?                | ?         | ?                                                   | 32       |
| STEN Mk. V   | 857             | 198              | 3,86      | Деревянный                                          | 32       |

## Основные модификации

### Mk. I и Mk I *
Первая серийная модификация, выпускалась в 1941—1942 годы (всего было выпущено около 100 тыс. шт.). Отличался наличием дульного компенсатора, деревянного цевья со складной передней рукояткой и деревянных накладок на шейке приклада. Плечевой упор съёмный, сделан из стальной трубки. Ствол жёстко закреплён, на всей длине находится в оболочке и имеет трапециевидный, скошенный пламегаситель. Модификация Mk I * серийно выпускалась с конца 1941 года и не имела ни рукоятки, ни деревянной ствольной накладки, ни пламегасителя. Она была короче и имела меньший вес.

Трофейные STEN Mk. I использовались немцами под наименованием MP.748(e) — в основном, для вооружения полицейских и вспомогательных частей на территории оккупированных стран Европы.

### Mk. II
Модель 1942 года, выпускалась в 1942—1944 годах в Великобритании, Канаде и Новой Зеландии, ещё некоторое количество было изготовлено в Дании участниками движения Сопротивления. В общей сложности, выпущено более 2 млн штук. Отличалась от Mk.I более простой конструкцией (главным образом, отсутствием передней рукоятки и компенсатора), а также меньшими размерами. Горловина приёмника магазина была подвижной и закрывала окно приёмника, когда магазин был вынут. Пистолеты-пулемёты Mk.II, выпущенные в Канаде в сравнении с английскими отличались лучшим качеством изготовления и фосфатированием металлических частей оружия. Трофейные STEN Mk.II использовались немцами под наименованием MP.749(e).
Модель Mk.IIS, оснащённая интегрированным глушителем, была разработана по заказу управления специальных операций Special Operations Executive (SOE) для вооружения отрядов «коммандос» и производилась с 1943 по 1945 год. Дальность ведения эффективного огня сократилась и составила максимум 100 метров, но этого было вполне достаточно для выполнения тех задач, для которых предназначалось это оружие. Глушитель быстро перегревался при стрельбе, поэтому для защиты на него надевался парусиновый чехол на шнуровке. Трофейные STEN Mk IIS использовались немцами под наименованием MP.751(e).

### Mk. III
Одна из самых массовых и максимально упрощённых модификаций. Отличалась от Мк. I и II тем, что затворная коробка и кожух ствола выполнялись одной деталью, а приёмник магазинов был неподвижным. Вариант Mk III был разработан инженерами компании «Братья Лайнс ЛТД», которая являлась производителем многих деталей для Mk I и Mk I *, впоследствии компания стала производить весь пистолет-пулемёт только силами своего предприятия. Первые прототипы были представлены в 1942 г., при этом в качестве преимущества Mk III имел меньше деталей по сравнению с Mk II (48 против 69) и на его изготовление требовалось меньше затрат труда (5 ½ человеко-часов на одну единицу). Этого удалось достичь не только благодаря меньшему количеству деталей, но и совершенствованием и упрощением процесса производства.
Недостатком было то, что комплектующие Mk III и Mk II были несовместимыми, ствол Mk III был несъёмным, что затрудняло чистку оружия, а также осложняло транспортировку при десантировании с самолёта, кроме того, приёмник магазина был неподвижен. Особенностью конструкции Mk III было то, что перед окном выброса гильз находился предохранительный выступ для защиты пальцев стрелка от выбрасываемых гильз.
Было предложено отказаться от Mk II в пользу Mk III, но по ряду причин, в том числе, из-за большого количества производственных дефектов, предпочтение всё же было отдано ранней модели, при этом производство Mk III прекратилось в 1943 году. Всего было изготовлено 876 794 единиц STEN Mk III (876886 по официальным данным).

### Mk. IV
Маркировкой Mk IV обозначали различные экспериментальные модели, которые не пошли в серийное производство, Изначально предназначался для вооружения парашютных частей и спецподразделений. От пехотных образцов отличался наличием пистолетной рукоятки, складного приклада и значительно более короткого ствола. В связи с укорочением ствола появилась проблема наличия сильной вспышки при стрельбе, поэтому в конструкцию дополнительно был введён пламегаситель конического типа, аналогичный таковому в винтовке SMLE № 5 и в различных модификациях пулемёта Bren. Известно о существовании двух образцов этого оружия: Sten Mk IVA и Sten Mk IVB, — различающимся по компоновке, но имеющие сходную конструкцию.
Вариант Mk IV Type A имел закруглённую пистолетную рукоятку и удлинённый спусковой крючок для облегчения стрельбы в рукавицах. Вариант Mk IV Type B был создан на основе Mk II, имел прямую пистолетную рукоятку, короткий спусковой крючок и складной приклад. Оба варианта имели конический пламегаситель. На основе первого варианта был также создан образец Mk IV Type A (S), имевший глушитель.

#### T42
Это был модифицированный вариант Стена Mk.II, с укороченным 5-дюймовым стволом и складным прикладом, снабжённый пистолетной рукояткой и изменённой спусковой скобой. Этот вариант был назван «T42» и существовал в только фазе экспериментальной модели, но никогда не был принят на вооружение.

### Mk. V
Модель 1944 года, является модификацией Mk.II с деревянными прикладом и рукояткой, возможностью крепления штыка. Мушка защищена намушником и выполнена по типу винтовки Enfield SMLE Mk.IV. Разработана с целью повысить качество и сделать STEN более удобным в эксплуатации. «Стен» Mk V использовал много конструктивных элементов Mk II. Испытания начались в январе 1944. Проверялась совместимость составляющих с Mk II; меткость стрельбы на 91 и 183 метра; надёжность при использовании различных патронов и при стрельбе под разным углом; надёжность после осуществления 10000 выстрелов и глубина проникновения пуль в доску толщиной 2,54 см.
Небольшая партия Mk V, прототипов и экспериментальных образцов, была изготовлена на Королевской фабрике в Энфилде. Серийное производство началось 1 февраля 1944 и завершилось в мае 1945 года на фабриках ROF Theale (169823 единиц) и ROF Fazakerley (367605 единиц).
Mk V считают лучшим вариантом пистолета-пулемёта STEN. Как и Mk II, вариант Mk V имел простую трубчатую ствольную коробку с фосфатным покрытием серого или чёрного цвета после дополнительной покраски. На стволе в дульной части было крепление для установки штыка № 7 Mk I или № 4 Mk II. Некоторые «Стены» Mk II также имели крепления для штыков, но на них можно было устанавливать только штык Mk I. В отличие от предыдущих моделей, Mk V имел съемный приклад из дерева, переднюю и заднюю пистолетные рукоятки. Из-за установки задней пистолетной рукоятки ударно-спусковой механизм пришлось подвинуть на 3,3 см вперёд. От передней рукоятки пришлось впоследствии отказаться.

Производство Mk V требовало больше затрат времени: 12 человеко-часов — вдвое больше, чем Mk III. Новая модель была также и дороже: $ 19,81 за Mk V, вместо $ 10,99 за Mk II или Mk III (в тогдашних долларах). Из-за использования деревянного приклада вес оружия также вырос
. Находилась на вооружении английской армии до начала 1960-х годов.

### Mk II (S) и Mk. VI
Модификация STENа с интегрированным глушителем находилась в разработке гораздо дольше всех остальных вариантов оружия.

Несмотря на то, что в начальном периоде войны на вооружении британских отрядов специального назначения остался пистолет-пулемёт Томпсона, они стремились получить вариант STEN с глушителем. Первые прототипы были представлены в ноябре 1942 года. После испытаний был принят вариант «Carbine, m / c Sten, 9mm Mk2 (S)». Здесь буква «S» обозначала не «глушитель» — англ. suppressed, а «специального назначения» — англ. special purpose. Официально Mk II (S) был представлен лишь в апреле 1945 года, когда он уже был устаревшим. Однако, образцы этого оружия были использованы в некоторых операциях начиная с 1943 года.
STEN Mk II (S) имел дополнительные отверстия в стволе, а ствол находился в трубке глушителя, которая охватывала ствол до дула. Дополнительные отверстия помогали отвести часть пороховых газов из ствола, а дополнительная длина помогала захватить газы на выходе из ствола. Затвор и возвратная пружина были облегчены для повышения надёжности работы с дозвуковыми патронами. Чтобы предотвратить ожоги ладоней стрелка, ствол был обмотан тканью.
Кроме отрядов специального назначения, образцы Mk II (S) поставлялись подпольным партизанским отрядам Сопротивления. Захваченные нацистами образцы получили маркировку MP 751 (e).
Mk II (S) показал себя достаточно хорошим оружием, начались работы над созданием аналогичного варианта Mk V (S). Универсальный глушитель для всех вариантов «Стена» был невозможен из-за несовместимости мушек. Вследствие экспериментов по интеграции глушителя в Mk V был создан Mk VI.
Всего было изготовлено 5776 единиц Mk II (S) и 24 824 Mk VI Модификация VI Производилась с 1944 по 1946 год.

## Сравнительные характеристики различных образцов
|                              | Mk I               | Mk I               | Mk II              | Mk IIS             | Mk III             | MK IVA             | Mk IVB             | MK V               | Mk VI              |
| ---------------------------- | ------------------ | ------------------ | ------------------ | ------------------ | ------------------ | ------------------ | ------------------ | ------------------ | ------------------ |
| Патрон                       | 9×19 мм Парабеллум | 9×19 мм Парабеллум | 9×19 мм Парабеллум | 9×19 мм Парабеллум | 9×19 мм Парабеллум | 9×19 мм Парабеллум | 9×19 мм Парабеллум | 9×19 мм Парабеллум | 9×19 мм Парабеллум |
| Масса, кг                    | 3,27               | 3,18               | 2,8                | 3,5                | 3,18               | 3,5                | 3,45               | 3,9                | 4,32               |
| Длина (приклад откинут), мм  | 845                | 794                | 762                | 857                | 762                | 699                | 622                | 762                | 857                |
| Длина (приклад сложен), мм   | —                  | —                  | —                  | —                  | —                  | 445                | 445                | —                  | —                  |
| Длина ствола, мм             | 198                | 198                | 197                | 91,4               | 197                | 97,8               | 97,8               | 198                | 95,0               |
| Усилие спуска (Н)            | 26,8               | 26,8               | 26,8               | 22,3               | 26,8               | 26,8               | 26,8               | 22,3               | 22,3               |
| Дульная скорость, м/с        | 365                | 365                | 365                | 305                | 365                | ?                  | ?                  | 365                | 305                |
| Энергия пули, Дж             | 500                | 500                | 500                | 350                | 500                | ?                  | ?                  | 500                | 350                |
| Техническая скорострельность | 540                | 540                | 540                | 575                | 540                | 575                | 575                | 575                | 575                |
| Дальность стрельбы (м)       | 180                | 180                | 180                | 135                | 180                | 180                | 180                | 180                | 135                |

## Производство
Пистолеты-пулемёты STEN во время Второй мировой войны серийно выпускали в Великобритании и Канаде, Австралии и Новой Зеландии (под наименованием Austen), нацистской Германии, а мелкосерийное производство имело место на территории оккупированной Европы (в том числе, в Бельгии и Польше) и в Палестине.
После окончания Второй мировой войны они выпускались в Аргентине (под наименованием Modelo C.4), Индонезии, Израиле и на Тайване (под наименованием М-38).

### Potsdam Gerät
После поражения союзников в битве за Дьепп в августе 1942 года рейхсфюрер СС Генрих Гиммлер проинструктировал главу Управления вооружений СС оберфюрера СС Гартнера изучить захваченные британские пистолеты-пулемёты STEN. В октябре 1944 года по заказу Главного имперского управления безопасности (РСХА) в городе Оберндорф-на-Неккаре немецкой компанией Mauser-Werke A.G. было начато производство тщательно скопированного STEN Mk.II. На копиях воспроизводились клейма и надписи на английском языке. Поддельные STEN немецкого производства, которые получили название «прибор Потсдам» (нем. Potsdam Gerät V.7081), планировалось использовать для диверсий в тылу Советской Армии, в Северной Африке и Арденнах. В общей сложности, было заказано 25 тысяч таких пистолет-пулемётов, которые планировалось изготовить до февраля 1945 года, однако к январю 1945 года было фактически произведено только 10 тысяч штук. Стоимость их производства составляла 1800 рейхсмарок.

### MP-3008
В конце войны в Германии был также разработан предельно упрощённый пистолет-пулемёт MP-3008 (Maschinenpistole 3008, также Volks-MP.3008 и Gerät Neumünster), также известный как Volksmaschinenpistole (Народный пистолет-пулемёт), разработанный на основе конструкции английских STEN. От STENа он отличается приёмником магазина, расположенным вертикально и использованием стандартных 32-патронных магазинов от пистолета-пулемёта MP-40. Вертикальное расположение магазина является не самым удобным для солдата при стрельбе в положении лёжа, но производство оружия было значительно упрощено и удешевлено. На оружии был оставлен нетипичный для немецкого стрелкового длинноствольного оружия тех лет апертурный прицел. MP-3008 был предназначен в качестве альтернативы MP-40 для вооружения фольксштурма. Всего выпущено около 10 тыс. шт.

### Польские реплики STEN
Во время Второй мировой войны англичане доставляли в оккупированную Польшу пистолеты-пулемёты «STEN» для Армии Крайовой. Оружие сбрасывали на парашюте в специальных контейнерах нескольких типов. Так, в контейнер типа S помещалось 13 «стенов», 13 магазинов и 3900 патронов к ним, 4 револьвера с 200 патронами и 6 сигнальных ракет; контейнер LS содержал две радиостанции с принадлежностями и запчастями, два радиоприёмника, 10 «стенов» с 3000 патронов, три револьвера со 150 патронами и 6 ракет; в контейнере типа Agregat доставляли электрический генератор с двигателем и 4 «стена» с 1200 патронами. Всего в 1942—1944 гг. англичане провели три крупных операции по заброске военного имущества для АК. В Польшу доставили более 11 тысяч пистолетов-пулеметов, в большинстве модификации Mk.II, и несколько миллионов патронов.
Кроме того, Армией Крайовой в полукустарных условиях был налажен выпуск нескольких упрощённых вариантов пистолет-пулемёта «STEN» на территории Польши:
- KIS — выпускался в 1943—1944 годах в подпольных мастерских, расположенных в Свентокшиских горах под руководством инженеров Поликарпа Рыбицкого по кличке «Конар», Витолда Зафранского по кличке «Иго» и Станислава Скорупке по кличке «Смрек» для партизан отряда АК «Понурый»[20];
- ещё 58 штук было нелегально изготовлено в Сухенднёве на фабрике FUT, но в дальнейшем, на основе конструкции «стен» был разработан и производился в 1943—1944 годах пистолет-пулемёт «Блыскавица» (Błyskawica — «Молния»).

Всего достоверно известно о 23 подпольных мастерских, изготавливавших пистолеты-пулеметы на территории Польши.

### TAMAT
В 1943 году подпольное производство копий британских STEN (под наименованием TAMAT) для израильских вооружённых формирований было налажено в Палестине, их выпуск продолжался до 1954 года. Оружие интенсивно применялось в период арабо-израильской войны 1947—1948 годов.

### SA-2 Mk.II Sten Gun
В конце 1997 года американская компания «CATCO Inc.» подписала договор с Индией о покупке партии снятых с вооружения STEN Mk.II. Пистолеты-пулемёты комплектовались новым удлиненным стволом, ударно-спусковой механизм переделывался для стрельбы только одиночными выстрелами — и получившиеся «самозарядные карабины» с января 1998 года продавали в США под названием SA-2 Mk.II Sten Gun.

### Viper mk1
Эта упрощенная версия оружия, изменения включали спусковой механизм и ствол, который был приварен к оружию, делая его несъемным.  Оружие также было полностью автоматическим: у оружия не было полуавтоматической функции. Оно было изготовлено в Соединенном Королевстве после Второй мировой войны и было прототипом оружия, которое никогда не использовалось, поскольку считалось непрактичным. Оно было разработано для военных полицейских в послевоенной Германии, чтобы можно было стрелять одной рукой держа ПП под мышкой без использования прицельных приспособлений. Был изготовлен только один экземпляр, и в настоящее время он хранится в Королевском оружейном музее в Лидсе (Соединенное Королевство).
Дальнейшим развитием концепции был Viper No.3 который был уже практически новой конструкцией. Этот ПП также предназначался для стрельбы практически в упор, держа ПП под мышкой, однако он также имел приклад и прицельные приспособления, с магазином в пистолетной рукоятке, то делало его гораздо более практичным. Однако в производство он так и не пошел.

## Применение

### В период Второй мировой войны
Практика показала, что в период Второй мировой войны боевые столкновения пехоты, как правило, происходили на дальности, не превышающей 350 метров, а основной бой с использованием лёгкого стрелкового оружия и вовсе разворачивался в пределах 250 метров, на дистанции намного меньшей, чем представлялось в довоенный период, — дистанции, на которой ПП оставался вполне действенным оружием.
В ходе Второй мировой войны пистолет-пулемёты «стен» состояли на вооружении и применялись армиями Великобритании и ряда западных союзников, получавших английское оружие. Кроме того, до 500 тыс. STEN было сброшено англичанами бойцам движения Сопротивления в захваченной немцами Европе, при этом значительная часть оружия попала к немцам. «Обратно» оружие, потерянное британскими войсками на начальных этапах, попадало к британцам после капитуляции Италии.

### После Второй мировой войны
После окончания войны STEN Mk. II официально состоял на вооружении в Великобритании и странах Британского содружества наций, в Египте, Франции, Греции, Нидерландах, Норвегии и Турции.
При воссоздании весной 1945 года вооружённых сил Люксембурга для их вооружения была передана партия STEN (которыми были вооружены сержанты).
После окончания второй мировой войны и сокращения численности войск Великобритании до уровня мирного времени излишки оружия были переданы на складское хранение, в дальнейшем началось постепенное перевооружение войск на пистолеты-пулемёты L2 Sterling. В ходе войны в Корее пистолет-пулемёты «STEN» с глушителями применялись британскими «коммандос». После начала восстания мау-мау в Кении положение в колонии осложнилось, в октябре 1952 года власти ввели чрезвычайное положение, после чего из Великобритании в Кению начались поставки крупных партий стрелкового оружия, поступавшего на вооружение армейских подразделений, охранно-полицейских структур и продававшегося колонистам (пистолеты-пулемёты STEN поступали на вооружение полицейских и их выдавали проживавшим в сельской местности фермерам-колонистам в качестве оружия самообороны). В 1956 году во время Суэцкого кризиса STEN оставались на вооружении британских частей. Mk II (S) и Mk VI оставались на вооружении британских вооружённых сил до начала 1970-х, когда им на смену пришли ПП Стерлинг L34A1.
В ходе войны во Вьетнаме, по меньшей мере до конца 1966 года некоторое количество пистолет-пулемётов «STEN» с глушителями находилось на вооружении подразделений рейнджеров южновьетнамской армии.. Кроме того, небольшое количество STEN имелось на вооружении спецподразделений армии США, находившихся в подчинении 5-й группы специальных операций США в Сайгоне (даже в 1967 году несколько оснащённых глушителями STEN было у подразделения SOG - их выдавали личному составу разведывательно-диверсионных групп, действовавших на территории Камбоджи).
Во время «Пражской весны» в августе 1968 года пистолет-пулемёты «STEN» изымали на территории Чехословакии.
В 1970-х STEN активно использовался аргентинскими боевиками ААА.
В начальный период афганской войны STEN Mk.5 применялись душманами, значительное количество таких пистолет-пулемётов было захвачено правительственными силами ДРА, трофейные образцы были представлены иностранным журналистам.
На вооружении армии Индии STEN Mk.II и STEN Mk.V оставались по меньшей мере до 2003 года.

## В кинофильмах и компьютерных играх
STEN встречается в значительном количестве кинофильмов, например, в фильмах «Пираты XX века», «Действуй, Маня!», отдельных сериях «Четыре танкиста и собака», а также присутствует в ряде компьютерных игр, как, например, Warface, Return to castle Wolfenstein, Call of Duty 2 и Call of Duty WW2.